# Daniil Jewgenjewitsch Pawlow
Daniil Jewgenjewitsch Pawlow (russisch Даниил Евгеньевич Павлов; * 5. Juni 2002 in Tula) ist ein russischer Fußballspieler.

## Karriere
Pawlow begann seine Karriere bei Arsenal Tula. Im Oktober 2019 wechselte er in die Jugend des FK Sotschi. Im Juli 2021 debütierte er bei seinem Kaderdebüt für die erste Mannschaft Sotschis gegen den FK Nischni Nowgorod in der Premjer-Liga. Bis zur Winterpause der Saison 2021/22 kam er zu vier Einsätzen in der höchsten Spielklasse.
Im Februar 2022 wurde Pawlow nach Belarus an den FK Dinamo Brest verliehen. Für Dinamo kam er insgesamt zu zehn Einsätzen in der Wyschejschaja Liha. Im August 2022 wurde die Leihe vorzeitig beendet und der Stürmer innerhalb Russlands an den Drittligisten FK Tjumen weiterverliehen.